# Mario Bolognini
Mario Bolognini (falecido a 25 de fevereiro de 1605) foi um prelado católico romano que serviu como arcebispo de Salerno (1591 – 1605), arcebispo (título pessoal) de Crotone (1588 – 1591) e arcebispo de Lanciano (1579 – 1588).

## Biografia
Natural de Caiazzo, Mario Bolognini foi nomeado em 3 de julho de 1579, durante o papado de Gregório XIII, como Arcebispo de Lanciano. A 5 de julho de 1579, foi consagrado bispo por Giulio Antonio Santorio, cardeal-sacerdote de San Bartolomeo all'Isola, com Fabio Mirto Frangipani, arcebispo titular de Nazaré, e Gaspare Viviani, bispo de Hierapetra et Sitia, servindo como co-consagradores. No dia 3 de outubro de 1588, foi nomeado durante o papado de Sisto V como Arcebispo (Título Pessoal) de Crotone. A 7 de janeiro de 1591, foi nomeado arcebispo de Salerno durante o papado de Gregório XIV. Serviu como arcebispo de Salerno até à sua morte a 25 de fevereiro de 1605.
Enquanto bispo, foi o co-consagrador principal de Alessandro Guidiccioni, bispo de Lucca (1600).